# Ernest Nagelmackers
François Edouard Ernest Nagelmackers, ook Nagelmackers-Pastor, (Luik, 12 augustus 1834 - Vaux-sous-Chèvremont, 15 augustus 1905) was een Belgisch senator.

## Biografie
Ernest Nagelmackers was een zoon van Marie-Michel Nagelmackers, wapenfabrikant en agent van de Société générale in Luik, en Marguerite Lepage. Hij was getrouwd met Marie-Julie Pastor.
Hij studeerde scheikunde en fysica aan de Universiteit van Luik en aan de polytechnische school van Kassel (Duitsland).
Van 1868 tot 1887 was hij provincieraadslid van Luik. Hij was al 58 jaar toen hij in 1892 verkozen werd tot liberaal senator voor het arrondissement Luik, een mandaat dat hij vervulde tot in 1900.
Voordien was hij een aanzienlijk industrieel geworden. Hij was onder meer:
- directeur van de Laminoirs d'Hauster in Vaux-sous-Chèvremont,
- gerant van de Banque Nagelmackers,
- bestuurder-directeur-generaal van de Compagnie internationale des wagons-lits et des grands express européens.

Hij was betrokken als bestuurder bij heel wat ondernemingen:
- Aciéries d'Angleur,
- Manufacture royale des bougies de la cour, Kuregem,
- John Cockerill, Seraing,
- Forges et tôleries liégeoises, waarvan hij voorzitter werd,
- Ateliers de construction et chaudronneries Albert Nève, Wilde et Cie, Taganrog, Rusland,
- Société métallurgique de Taganrog, waarvan hij voorzitter werd,
- Compagnie belge des mines d'or australiennes,
- Charbonnages de l'Est de Liège,
- Compagnie générale de construction, Saint-Denis,
- Société du Passage Lemonnier, Luik,
- Société anonyme d'Ougrée-Marihaye.

Hij was verder ook nog:
- voorzitter van de Kamer van Koophandel van Luik,
- handelsrechter,
- lid van hert Bureel van Weldadigheid van Luik,
- voorzitter van het Comité voor de internationale expo in Luik (1905),
- voorzitter van de Vereniging voor de bevordering van de schone kunsten in Luik.